# 松本陽介
松本 陽介（まつもと　ようすけ、1990年3月27日 - ）は、静岡県菊川市出身のサッカー選手。ポジションはDF。

## 来歴
野球好きの父や兄の影響で野球チームに入団しようとするが、野球チームは年齢制限があり入団ができず、小学1年から地元のKFCでサッカーを始める。
中学時代はジュビロSS掛川に所属。しかし、ユース昇格は叶わず高校は名門静岡市立清水商業高等学校に進学。全国大会出場はならなかったが、静岡県選抜や国体を経験。
大学は専修大学に進学し、3年次に当時二部に甘んじていた同校の1部昇格、4年次に昇格1年目でのリーグ優勝・インカレ制覇に大きく貢献。高校・大学の同級生に庄司悦大がいる。大学卒業後は関西サッカーリーグのアミティエSCに入団。
2012年12月19日にJ2ギラヴァンツ北九州への移籍が発表された。
2013年シーズン終了後、契約満了により北九州を1年で退団。
2015年、東京都社会人サッカーリーグ2部所属のスペリオ城北へ入団

## 所属クラブ
ユース経歴
- KFC
- ジュビロSS掛川
- 静岡市立清水商業高等学校
- 専修大学

プロ経歴
- 2012年 アミティエSC
- 2013年 ギラヴァンツ北九州
- 2015年- スペリオ城北

## 個人成績
| 国内大会個人成績 | 国内大会個人成績 | 国内大会個人成績 | 国内大会個人成績 | 国内大会個人成績 | 国内大会個人成績 | 国内大会個人成績 | 国内大会個人成績 | 国内大会個人成績 | 国内大会個人成績 | 国内大会個人成績 | 国内大会個人成績 |
| 年度             | クラブ           | 背番号           | リーグ           | リーグ戦         | リーグ戦         | リーグ杯         | リーグ杯         | オープン杯       | オープン杯       | 期間通算         | 期間通算         |
| 年度             | クラブ           | 背番号           | リーグ           | 出場             | 得点             | 出場             | 得点             | 出場             | 得点             | 出場             | 得点             |
| 日本             | 日本             | 日本             | 日本             | リーグ戦         | リーグ戦         | リーグ杯         | リーグ杯         | 天皇杯           | 天皇杯           | 期間通算         | 期間通算         |
| ---------------- | ---------------- | ---------------- | ---------------- | ---------------- | ---------------- | ---------------- | ---------------- | ---------------- | ---------------- | ---------------- | ---------------- |
| 2012             | アミティエ       | 15               | 関西1部          | 9                | 0                | -                | -                | 1                | 0                | 10               | 0                |
| 2013             | 北九州           | 17               | J2               | 12               | 0                | -                | -                | 0                | 0                | 12               | 0                |
| 通算             | 日本             | 日本             | J2               | 12               | 0                | -                | -                | 0                | 0                | 12               | 0                |
| 通算             | 日本             | 日本             | 関西1部          | 9                | 0                | -                | -                | 1                | 0                | 10               | 0                |
| 総通算           | 総通算           | 総通算           | 総通算           | 21               | 0                | -                | -                | 1                | 0                | 22               | 0                |

- Jリーグ初出場 - 2013年3月3日 J2第1節 vs カターレ富山 (北九州市立本城陸上競技場)